# تطور الجماعة

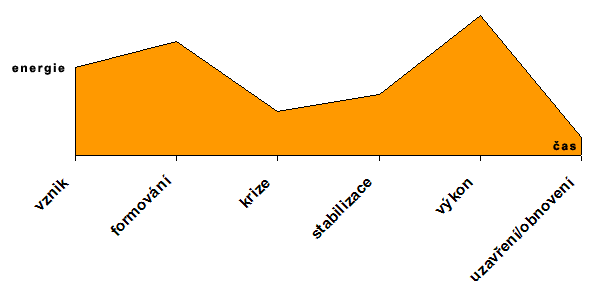

الهدف من معظم الأبحاث حول تطور الجماعة هو معرفة سبب تغيّر الجماعات الصغيرة مع مرور الوقت وكيفة حدوثه. لفعل ذلك، يفحص الباحثون أنماط التغيير والاستمرارية في الجماعات بمرور الوقت. تشمل جوانب الجماعة التي يمكن دراستها جودة المخرجات التي تنتجها الجماعة، ونوع أنشطتها وتواترها، وتماسكها ووجود صراع جماعي.
طُوِّر عدد من النماذج النظرية لشرح كيفية تغيّر جماعات معينة مع مرور الوقت. يُدرج أدناه بعض النماذج الأكثر شيوعًا. في بعض الحالات، أثّر نوع الجماعة التي يُنظر فيها في نموذج تطور الجماعة المقترح كما هو الحال في جماعات العلاج. بشكل عام، ترى بعض هذه النماذج أن تغير الجماعة هو حركة منتظمة تمر خلال سلسلة من «المراحل»، بينما تنظر إليها النماذج الأخرى على أنها «أطوار» قد تمر بها الجماعات أو لا وتحدث عند نقاط مختلفة من تاريخ الجماعة. أصبح الاهتمام بتطوّر الجماعة مع مرور الوقت أحد العوامل المميزة بين دراسة الجماعات المخصصة ودراسة الأفرقة مثل تلك الشائعة الاستخدام في مكان العمل والجيش والرياضات والعديد من السياقات الأخرى.

## نظريات ونماذج
في أوائل السبعينيات، ذكر هيل وغرونر (1973) أن هناك أكثر من مئة نظرية حول تطور الجماعة. منذ ذلك الحين، ظهرت نظريات أخرى وكذلك محاولات لمقارنتها وتجميعها. نتيجة لذلك، اقتُرح عدد من نماذج نظريات تغيّر الجماعة. هناك نموذج قدّمه جورج سميث (2001) بناءً على عمل مينيكي وزملائه (1992) يصنف النظريات بناءً على ما إذا كانت ترى أن التغير يحدث بطريقة خطية، أو من خلال دورات من الأنشطة، أو من خلال عمليات تجمع بين كلا طريقتي التغيير، أو التي قد لا تمر بمراحل إطلاقًا. تستند النماذج الأخرى إلى ما إذا كانت القوى الأساسية التي تحفِّز التغيير والاستقرار في الجماعة داخلية أو خارجية بالنسبة للمجموعة. هناك إطار ثالث قدمه أندرو فان دي فين ومارشال سكوت بول (1995)، يميز النظريات بناءً على أربعة «محركات» مختلفة لإحداث التغيير. وفقًا لهذا الإطار، توجد الأنواع الأربعة التالية من نماذج تطوّر الجماعة:
| نماذج دورة الحياة: | تصف عملية التغير بأنها حدوث تسلسل محدد وخطّيّ من المراحل التي تلي برنامجًا حُدّد مسبقًا في بداية الدورة (تم تحديده داخل الجماعة أو فُرض عليها).          |
| النماذج الغائية:   | تصف التغير بأنه حركة تسعى إلى هدف واحد أو أكثر، مع تعديلات تعتمد على التغذية الراجعة من البيئة.                                                   |
| النماذج الجدلية:   | تصف التغير على أنه ناشئ عن الصراع بين الكيانات المتعارضة والحصيلة النهائية التي تؤدي إلى دورة الصراع التالية.                                     |
| النماذج التطورية:  | تصف التغير على أنه ناشئ عن دورة متكررة من التنوع والاختيار والاحتفاظ، وينطبق عمومًا على التغير في عدد السكان بدلاً من التغير داخل كيان بمرور الوقت. |

تسمح بعض النظريات بحدوث الاندماج والتفاعل بين هذه «المحركات» الأربعة. على سبيل المثال، وجد بول (انظر أدناه) في بحثه التجريبي أن أنماط السلوك التي تبدو معقدة في عملية صنع القرار الجماعي تنتج عن التفاعل بين محركي دورة الحياة والغائية.
من الملاحظات المهمة التي أدلى بها ماكغراث وتشان (2004) بشأن النماذج المختلفة لتطور الجماعة الموجودة في الأدبيات هي أن النماذج المختلفة قد تشرح جوانب مختلفة من تاريخ الجماعة. من ناحية أخرى، تعامل بعض النماذج الجماعة ككيان وتصف مراحل تطورها كوحدة عاملة أو «نظام كامل» (ص 101). في هذه الحالة، يجب أن تكون النماذج مستقلة عن التفاصيل المحددة للمهمة التي تؤديها الجماعة. من ناحية أخرى، قد تصف بعض النماذج مراحل أداء مهمة الجماعة، ولهذا السبب، تميل إلى أن تكون حساسة للغاية لنوع المهمة التي تشارك فيها الجماعة («نظام التمثيل»، الصفحة 101).
فيما يلي أوصاف للعناصر المركزية لبعض النماذج الأكثر شيوعًا لتطور الجماعات (انظر سميث، 2001 وفان دي فين وبول، 1996 للحصول على قائمة كاملة بالنظريات والنماذج).

### عملية التغير الفردي لكورت لفين
أجرى كورت لفين الدراسة المنهجية الأولى لتطور الجماعة، وقدم مصطلح «ديناميات الجماعة» (آرو وآخرون، 2005). رغم أن أفكاره حول التأثير المتبادل عبر المستويات والتوازن شبه الثابت كانت غير شائعة في الأبحاث التجريبية التقليدية حول تطور الجماعة، فإنها عادت إلى الظهور مؤخرًا. يعدّ نموذجه المبكر للتغير الفردي أساسًا للعديد من نماذج تطور الجماعة، وهو يصف التغير بأنه عملية تمر بثلاث مراحل: الذوبان والتغيير والتجميد.
| الذوبان: | تتضمن هذه المرحلة التغلب على الجمود وتفكيك "طريقة التفكير" الحالية. يجب فيها تجاوز آليات الدفاع.                                                                        |
| التغيير: | في المرحلة الثانية يحدث التغيير. هذه هي عادة فترة من الارتباك والانتقال. يدرك فيها المرء أن الطرق القديمة باتت مهددة ولكن لا يكون لديه صورة واضحة لاستبدالها بعد.       |
| التجميد: | في المرحلة الثالثة، تتبلور العقلية الجديدة ويعود مستوى راحة الفرد إلى المستويات السابقة. غالبًا ما يُقتبس اسم هذه المرحلة بشكل خاطئ كـ "إعادة التجميد" (انظر لفين، 1947). |

### نموذج مراحل تاكمان
استعرض بروس تاكمان في منتصف الستينيات نحو خمسين دراسة حول تطور الجماعة (بما في ذلك نموذج بالز) وجمّع قواسمها المشتركة في أحد النماذج الأكثر اقتباسًا لتطور الجماعة (تاكمان، 1965). يصف نموذج تاكمان لتطور الجماعة أربع مراحل خطية (التشكيل، العصف، وضع المعايير، والأداء) والتي سوف تمر بها الجماعة في تسلسلها الموحد لصنع القرار. أُضيفت مرحلة خامسة (الانفضاض) في عام 1977 عندما جرت مراجعة مجموعة جديدة من الدراسات (تاكمان وجينسين، 1977).
| التشكيل:      | يتعرّف أعضاء الجماعة على بعضهم البعض والمهمة الماثلة بين أيديهم. قد تشمل مؤشرات هذه المرحلة ما يلي: الأهداف غير الواضحة، وعدم المشاركة، والأعضاء غير الملتزمين، والارتباك، والروح المعنوية المنخفضة، والمشاعر الخفية، وضعف الإصغاء، إلخ. تتمثل إستراتيجية القيادة، لمساعدة الجماعات التي تتشكل، بلعب دور "المنسق" من خلال المساعدة على "إعداد المرحلة" (أي اختيار الفريق اختيارًا هادفًا، وتسهيل أهداف الجماعة، وإنشاء نموذج عقلي مشترك بين أعضاء الفريق) (مانجيز وآخرون، 2016).                                                                         |
| العصف:        | مع استمرار أعضاء الجماعة في العمل، سيشركون بعضهم البعض في الحجج حول بنية الجماعة، التي غالبًا ما تكون عاطفية بشكل كبير وتوضح صراعًا على مكانة ما في الجماعة. تحدّد الأنشطة التالية مرحلة العصف: قلة التماسك، والذاتية، وجداول الأعمال المخفية، والصراعات، والمواجهة، والتقلب، والاستياء، والغضب، وعدم الاتساق، والفشل. تتمثل إستراتيجية القيادة، لمساعدة الجماعات التي تعصف، بلعب دور "المدرب" من خلال المساعدة على "حل النزاع والتوتر" (أي العمل كمرجع وتطوير الثقة المتبادلة وتهدئة بيئة العمل) (مانجيز وآخرون، 2016).                                 |
| وضع المعايير: | يضع أعضاء الجماعة قواعد ضمنية أو صريحة بشأن كيفية تحقيق هدفهم. يحددون أنواع التواصل التي ستساعد في المهمة أو لا. تشمل المؤشرات: التشكيك في الأداء، والمراجعة/توضيح الأهداف، والتغيير/تأكيد الأدوار، وفتح القضايا الخطرة، والحزم، والإصغاء، واختبار أسس جديدة، وتحديد نقاط القوة والضعف. تتمثل إستراتيجية القيادة، لمساعدة الجماعات التي تضع القواعد والمعايير وتنفذها، في "التمكين" لمساعدة الفريق «على دعم المشاريع وتنفيذها بنجاح» (أي السماح بانتقال القيادة، وطلب التعليقات من الموظفين، وتخصيص وقت لتنظيم الفريق وإشراكه) (مانجيز وآخرون، 2016). |
| الأداء:       | تصل الجماعات إلى نتيجة وتطبّق الحل على مشكلتها. تشمل المؤشرات: الإبداع، والمبادرة، والمرونة، والعلاقات المفتوحة، والفخر، والاهتمام بالناس، والتعلم، والثقة، والروح المعنوية العالية، والنجاح، إلخ. |
| الانفضاض:     | مع انتهاء مشروع الجماعة، تنحلّ الجماعة في مرحلة الانفضاض. أُضيفت هذه المرحلة عندما حدّث تاكمان وجينسين مراجعتهما الأصلية للدراسات السابقة في عام 1977. خلال مرحلة الانفضاض، يجب على القائد الانتقال إلى دور الداعم من أجل توسيع المبادرة (أي خلق فرص قيادية مستقبلية لأعضاء الجماعة) (مانجيز وآخرون، 2016). |

تتضمن كل مرحلة من المراحل الخمس (التشكيل- العصف- وضع المعايير- الأداء- الانفضاض)، في النموذج الذي اقترحه تاكمان، جانبين هما: العلاقات الشخصية وسلوكيات المهام. يشبه هذا التمييز نموذج توازن بالز (1950) الذي ينص على أن الجماعة تقسم انتباهها بشكل مستمر بين الاحتياجات العملية (المتعلقة بالمهمة) والاحتياجات التعبيرية (الاجتماعية - العاطفية).
وأشار جيرسيك (1988) بأن بعض النماذج اللاحقة اتّبعت أنماطًا متسلسلة مماثلة. ومن الأمثلة على ذلك: تحديد الموقف، وتطوير مهارات جديدة، وتطوير الأدوار المناسبة، وتنفيذ المهمة (هير، 1976)؛ الميول، وعدم الرضا، والقرار، والإنتاج، والإنهاء (لاكورسير، 1980)؛ وتوليد الخطط والأفكار والأهداف؛ اختيار البدائل والأهداف والسياسات والموافقة عليها؛ حل النزاعات ووضع المعايير؛ أداء مهام العمل والحفاظ على التماسك (ماكغراث، 1984).